# Małoszyce (Nowa Wieś Lęborska)
Małoszyce (deutsch Mallschütz) ist ein Dorf in der Woiwodschaft Pommern in Polen. Es gehört zur Gmina Nowa Wieś Lęborska (Gemeinde Neuendorf) im Powiat Lęborski (Lauenburger Kreis). 
Das Dorf liegt in Hinterpommern, etwa 240 km nordöstlich von Stettin und etwa 60 km nordwestlich von Danzig.
Seit dem 19. Jahrhundert bildete Mallschütz einen eigenen politischen Gutsbezirk. Im Jahre 1910 wurden in Mallschütz 275 Einwohner gezählt. 
Später wurde Mallschütz eine Landgemeinde. Bis 1945 gehörte die Gemeinde Mallschütz zum Kreis Lauenburg in der preußischen Provinz Pommern. In der Gemeinde bestanden auch die Wohnplätze Henriettenthal, Moorkaten, Neuteich und Ziegelei.
1945 kam Mallschütz, wie alle Gebiete östlich der Oder-Neiße-Linie, an Polen. Mallschütz erhielt den polnischen Ortsnamen „Małoszyce“.

## Söhne und Töchter des Ortes
- Hermann von Lettow-Vorbeck (1835–1913), preußischer General der Infanterie und Kommandeur der 19. Division